# Rempart de La Montagne
Le rempart de La Montagne, ou rempart de la rivière Saint-Denis, est un rempart montagneux du massif du Piton des Neiges, dans le nord de l'île de La Réunion, un département et région d'outre-mer français dans l'océan Indien.
Orienté sud-nord, le rempart constitue le versant ouest de l'encaissement creusé par la rivière Saint-Denis, juste avant que ce fleuve ne se jette dans la rade de Saint-Denis à Saint-Denis, le chef-lieu. Ce faisant, il place le quartier de La Montagne en surplomb de ceux de La Redoute et Petite Île et, plus loin à l'est au-delà du cours d'eau, du centre-ville de Saint-Denis lui-même.
Gravi par la route de La Montagne, il sera à terme franchi par la ligne Payenke du téléphérique urbain de la Cinor. Historiquement, il tient un rôle important dans la culture réunionnaise, étant le site où Jules Hermann a cru reconnaître pour la première fois dans la géologie insulaire les traces de sa version de la Lémurie, laquelle irrigue désormais l'imaginaire local.